# Henry Moubray Cadell
Henry Moubray Cadell (* 30. Mai 1860 in Crawhill, Schottland; † 19. April 1936) war ein schottischer Geologe.
Cadell wuchs auf dem Familienbesitz Grange House bei Bo’ness auf.
Er studierte in Edinburgh und Clausthal und erwarb 1882 seinen B.Sc. in Edinburgh. Ab dem folgenden Jahr arbeitete er als Geologe am Geological Survey in Scotland. 1888 wurde er Gutsbesitzer und Bergwerksinhaber in Grange House und im folgenden Jahr County Councellor. 
Von 1919 bis 1924 war er Chairman of Council of the Royal Scottish Geographical Society und ab 1927 deren Vizepräsident. 